# Exodexia uruhuasi
Exodexia uruhuasi är en tvåvingeart som beskrevs av Townsend 1927. Exodexia uruhuasi ingår i släktet Exodexia och familjen parasitflugor.
Artens utbredningsområde är Peru. Inga underarter finns listade i Catalogue of Life.